# Justine Serrano
Pour les articles homonymes, voir Serrano.
Justine Serrano, née en 1982 à Vitrolles, est une chercheuse française en physique des particules. Elle travaille actuellement au  Centre de physique des particules de Marseille (CPPM).

## Biographie
Justine Serrano obtient en 2008 un doctorat à l'université Paris-Sud, à la Faculté des Sciences d'Orsay (Essonne).  Sous la direction de Patrick Roudeau, sa thèse en physique s'intitule Study of the Ds+ to K+K- e+ neutrino decay channel with the Babar experiment. Elle effectue ensuite un postdoc au Centre de physique des particules de Marseille (CPPM) dans l'expérience LHCb (Large Hadron Collider beauty) au CERN. Elle est recrutée au CNRS en 2010 et travaille sur l'expérience LHCb jusqu'en 2019, principalement sur les désintégration rares des mésons beaux (contenant le quark b).
Elle obtient ensuite une bourse européenne ERC Consolidator Grant et forme en 2019 un groupe à Marseille sur l'expérience Belle II, située au Japon. Elle se concentre alors sur la  recherches des désintégrations violant la saveur leptonique des leptons tau et des mésons B.

## Distinctions

### Médaille de bronze du CNRS
En 2012, Justine Serrano reçoit la médaille de bronze du CNRS  de l'institut national de physique nucléaire et de physique des particules,,.

### Prix Georges-Charpak
Justine Serrano reçoit le prix Georges-Charpak de l’Académie des sciences, le 21 novembre 2017 pour ses travaux de recherches sur les particules lourdes (les mésons beaux) menés depuis 2008. L'étude des propriétés de ces mésons permet de mesurer certains paramètres prédit par la théorie du modèle standard afin de vérifier l'exactitude de ce modèle, et potentiellement de mettre en évidence la physique au-delà du Modèle Standard.

## Politique
Elle mène une liste Nouvelle Donne pour le département des Bouches-du-Rhône aux Élections sénatoriales françaises de 2014,,,, et s'engage pour défendre les crédits de la recherche.